# Horney Common
Horney Common – przysiółek w Anglii, w hrabstwie East Sussex. Leży 16,1 km od miasta Lewes i 57 km od Londynu. W 2015 miejscowość liczyła 751 mieszkańców.